# Šport u 2017.
◄◄ | ◄ | 2014. | 2015. | 2016. | 2017.  | 2018. | 2019. | 2020. | ► | ►►
Arhitektura • Astronautika • Astronomija • Biologija • Film • Fotografija • Glazba • Kazalište • Kemija • Kiparstvo • Knjige • Književnost • Kršćanstvo • Meteorologija • Medicina • Planinarstvo • Politika • Pravo • Promet • Slikarstvo • Strip • Šport • Televizija • Znanost • Zrakoplovstvo • Željeznički promet
Šport u 2017.

## Svijet

### Natjecanja

#### Svjetska natjecanja
- 17. – 29. srpnja:  Svjetsko prvenstvo u vaterpolu u Budimpešti, u Mađarskoj: prvak  Hrvatska
- 5. – 13. kolovoza:  Svjetsko prvenstvo u atletici održano u Londonu.
- 19. – 30. kolovoza: 29. Ljetna univerzijada održana u tajvanskom Taipeiju.

#### Kontinentska natjecanja

##### Europska natjecanja
- EP u odbojci za muškarce održano u Poljskoj krajem kolovoza i početkom rujna.
- 31. kolovoza do 17. rujna – Europsko prvenstvo u košarci. Zemlje domaćini bili su Finska, Izrael, Rumunjska i Turska, a prvak Slovenija

### Nagrade
- Toni Kukoč primljen u Kuću slavnih FIBA-e.[1]

## Hrvatska i u Hrvata

### Natjecanja

#### Pojedinačni športovi
- Sandra Perković, svjetska prvakinja u bacanju diska (drugi put)
- Helena Vuković, svjetska kadetska prvakinja u judu
- Tin Srbić, svjetski prvak na preči
- prvaci Hrvatske u autocrossu: Ivan Jandrečić, (divizija 1), Roberto Zdrinšćak (divizija 1A), Mario Muže (divizija 1B), Robert Slavić (divizija 3, divizija 3A), AK Ozalj (ukupno)

### Osnivanja
- Spojeni RK Mornar iz Dramlja i RK Crikvenica u RK Mornar-Crikvenicu.
- Osnovan NK Sloga 1958 Samatovci

### Smrti
- 3. siječnja − Svemir Delić, hrvatski nogometaš
- 23. siječnja − Mirko Grgin, hrvatski košarkaš i državni reprezentativac
- 13. travnja − Tomislav Židak, hrvatski športski novinar
- 5. lipnja − Cheick Tioté, bjelokošćanski nogometaš i reprezentativac
- 22. svibnja – Nicky Hayden, američki vozač motociklističkih utrka
- 20. lipnja − Andrija Habulin, hrvatski džudaš, pionir džuda u Dubrovniku, nositelj majstorskih pojasa u više borilačkih športova, reprezentativni trener, uspješni sudionik raznih međunarodnih natjecanja, visoki mjesni športski dužnosnik, džudaški trener, sudac, športski pedagog. Razvijatelj borilačkih vještina

## Vanjske poveznice
|  | Zajednički poslužitelj ima još gradiva o temi Šport u 2017. |